# Rueda motriz

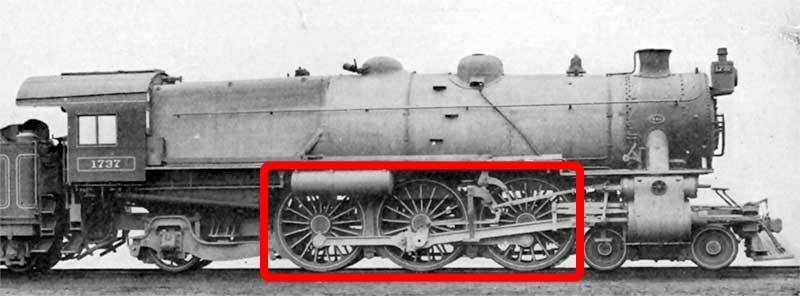
Las ruedas motrices (rectángulo rojo) en una locomotora 4-6-2

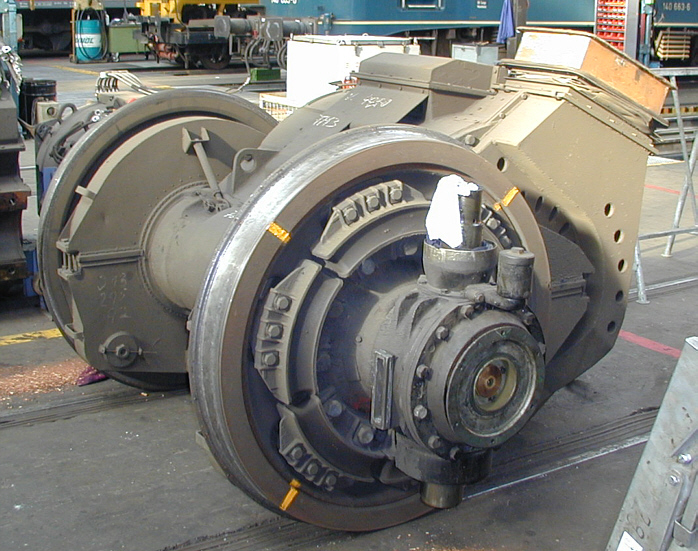
Motor de tracción de una locomotora alemana

En terminología ferroviaria, una rueda motriz (también denominada rueda motora, rueda de tracción o rueda tractora) es aquella accionada directamente por el motor de una locomotora, con capacidad para contribuir a poner un tren en movimiento. Se distinguen de las ruedas portantes, aquellas que carecen de capacidad de tracción, y cuya finalidad principal es transmitir las cargas del tren a la vía. Tradicionalmente, la distribución de ruedas motrices y ruedas portantes ha servido para caracterizar la configuración de una locomotora mediante distintos sistemas de códigos numéricos, como la notación Whyte o la clasificación UIC.

## Tipos
En una locomotora de vapor, una rueda motriz es accionada por los pistones de la locomotora (o turbina, en el caso de una locomotora de turbina de vapor). En una locomotora convencional, no articulada, las ruedas motrices están todas juntas en dos grupos, unidas mediante dos barras laterales. Normalmente, un par de ruedas es impulsado directamente por la biela principal, que está conectada al extremo de la biela del pistón. La potencia se transmite a las demás ruedas a través de las barras laterales.
En locomotoras diésel y eléctricas, las ruedas motrices pueden ser accionadas directamente por los motores de tracción. Las barras de acoplamiento generalmente no se usan, y es bastante común que cada eje tenga su propio motor. El accionamiento intermedio de un eje y las barras de acoplamiento se utilizaron en el pasado (por ejemplo, en la locomotora Cocodrilo Suiza), y su uso ahora se limita a locomotoras de maniobras. 
En una locomotora articulada o en una locomotora dúplex, las ruedas motrices se agrupan en conjuntos que están unidos entre sí. 

## Diámetro

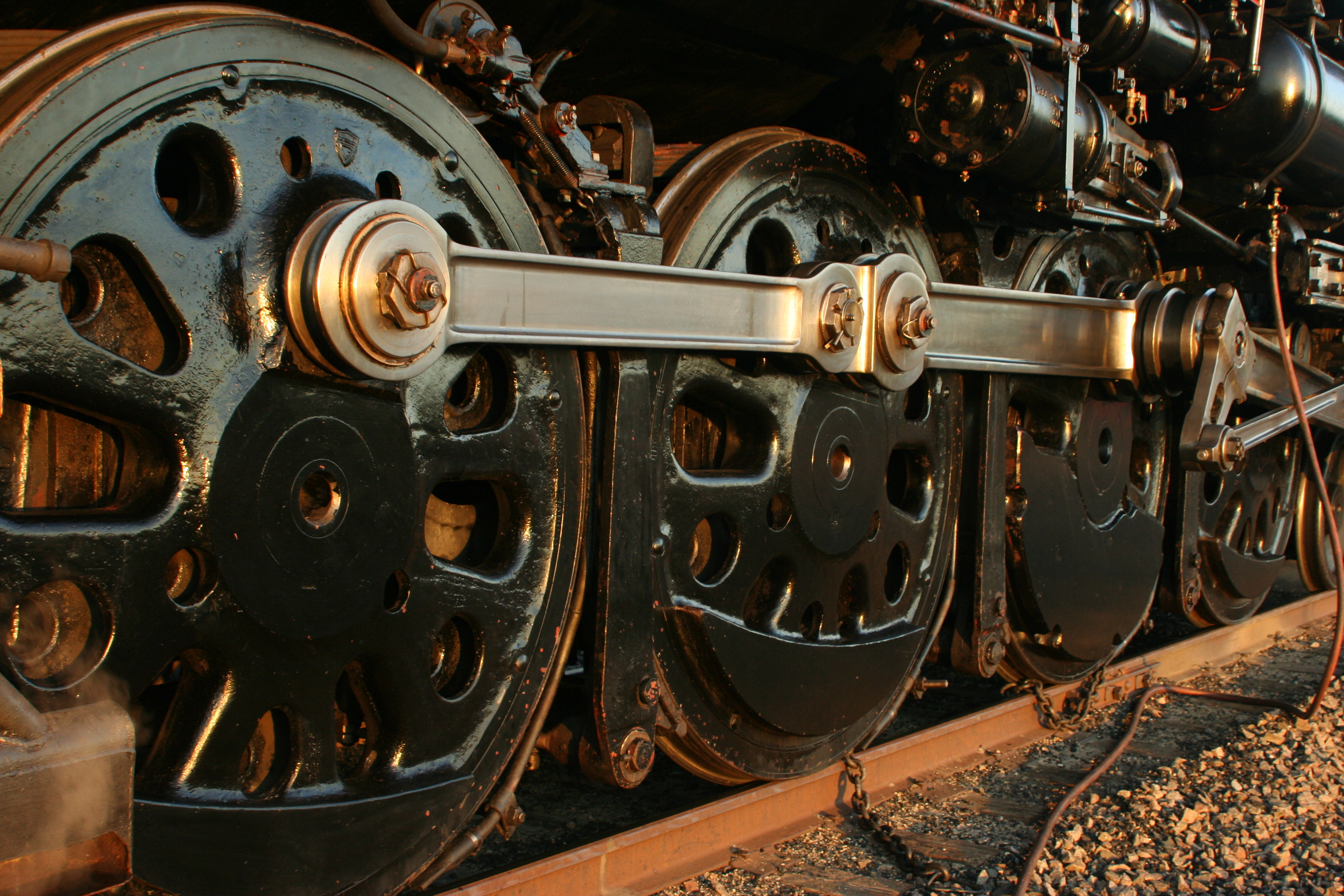
Las cuatro ruedas motrices en un lado de una locomotora 4-8-4

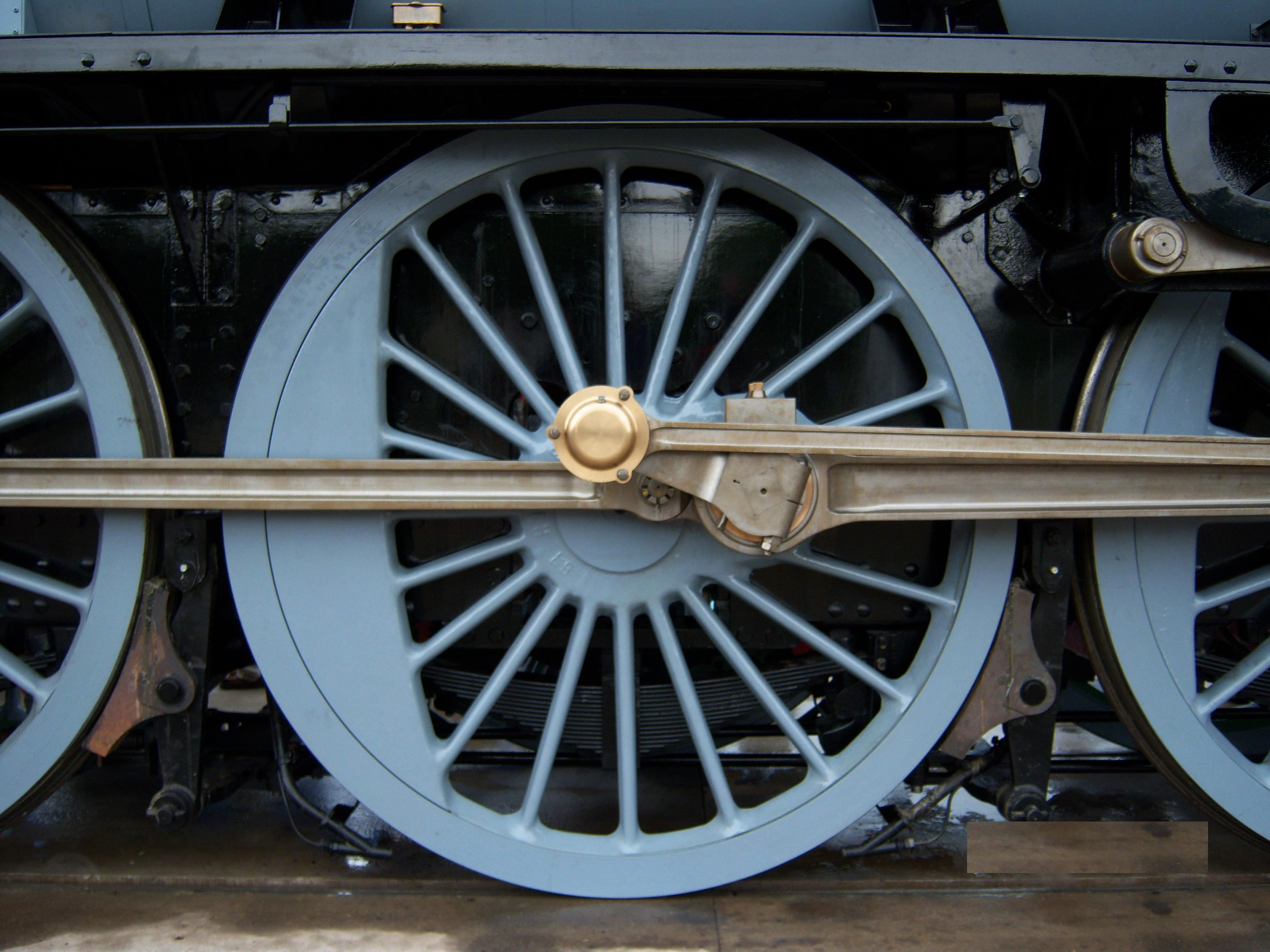
Una rueda motriz de 2,03 m de diámetro, perteneciente a una locomotora 60163 Tornado

Las ruedas motrices son generalmente más grandes que las ruedas delanteras o traseras. Dado que una locomotora de vapor convencional se acciona directamente, una de las pocas formas de 'engranar' una locomotora para un objetivo de rendimiento particular es dimensionar las ruedas motrices de manera adecuada. Las locomotoras de carga generalmente tenían ruedas motrices de entre 1 y 1,5 metros de diámetro; las locomotoras de doble propósito generalmente entre 1,5 y 1,8 m; y las locomotoras de pasajeros entre 1,8 m y 2,5 m. Algunas locomotoras de larga distancia entre ejes (cuatro o más ejes acoplados) estaban equipadas con ruedas motrices ciegas, desprovistas de las pestañas habituales, lo que les permitía circular por curvas cerradas sin dañar la vía.
Las ruedas motrices de las locomotoras exprés de pasajeros han bajado de diámetro a lo largo de los años, por ejemplo, desde 2,46 m en la GNR Stirling 4-2-2 de 1870, a 1,88 m en la SR Merchant Navy Class de 1941. Esto se debe a que las mejoras en el diseño de las válvulas permitieron velocidades de pistón más altas.

## Equilibrio

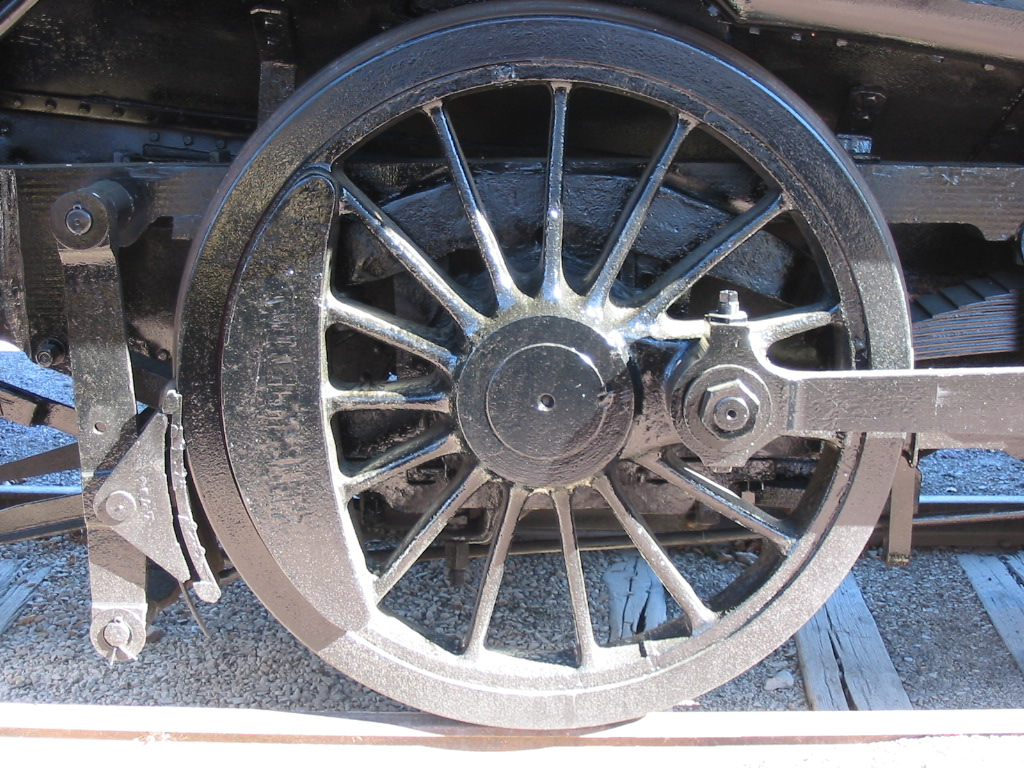
Una rueda motriz en una locomotora de vapor

En las locomotoras con bielas laterales, incluida la mayoría de las locomotoras de vapor y de eje intermedio, las ruedas motrices tienen contrapesos para equilibrar el peso del acoplamiento y de las bielas. Esta pieza en forma de media luna es claramente visible en la imagen de la derecha. 

## Notación Whyte
En la notación Whyte, las ruedas motrices están designadas por el número o números de enmedio en los conjuntos de tres cifras utilizados. El sistema de clasificación UIC cuenta el número de ejes en lugar del número de ruedas y las ruedas motrices se designan con letras en lugar de números. El sufijo 'o' se usa para indicar ejes accionados independientemente.
El número de ruedas motrices en las locomotoras ha variado notablemente a lo largo de la historia del ferrocarril. Algunas de las primeras locomotoras tenían tan solo dos ruedas motrices (un eje). El mayor número total de ruedas motrices fue de 24 (doce ejes) en las locomotoras 2-8-8-8-2 y 2-8-8-8-4. El mayor número de ruedas motrices acopladas fue de 14 (siete ejes) en la desafortunada locomotora AA20 4-14-4. 

## Otros usos del términorueda motriz
El término rueda motriz a veces se usa para denominar el piñón que mueve la oruga en vehículos como tanques y excavadoras.

## En la cultura popular
Muchos artistas de raíces estadounidenses, como The Byrds, Tom Rush, The Black Crowes y la banda canadiense Cowboy Junkies han interpretado una canción escrita por David Wiffen titulada "Driving Wheel" (Rueda Motriz), con la letra "Me siento como un viejo motor / Esto ha arruinado mi rueda motriz."
Estas letras son una referencia a la canción tradicional de blues "Broke Down Engine Blues" de Blind Willie McTell, de 1931. Más tarde Bob Dylan y Johnny Winter interpretaron versiones de la canción. 
Muchas versiones de la canción popular estadounidense " In the Pines " interpretada por artistas como Leadbelly, Mark Lanegan (en The Winding Sheet ) y Nirvana (en MTV Unplugged In New York ) hacen referencia a la cabeza de un hombre decapitado que se encuentra en una rueda motriz. Además, es probable que Chuck Berry haga referencia a una rueda motriz de una locomotora en "Johnny B. Goode", cuando canta: "los ingenieros lo verían sentado a la sombra / rasgueando con el ritmo que hicieron las [ruedas] motrices". 